# الاتحاد العام لطلبة المغرب
«لقد كان الطلبة الاستقلاليون يقودون معركة وحدة الصف وتعزيز الاتجاه الديمقراطي داخل منظمة الاتحاد الوطني لطلبة المغرب (أ وط م)، غير أنه تأكد الانحراف الكلي لهذه المنظمة وخروج قيادتها عن المبادئ الأساسية لضمان الوحدة الطلابية، وكان لابد من إيجاد البديل لإنهاء حالة الزيف التي اعترضت الحياة الطلابية، وكان هذا البديل هو: الاتحاد العام لطلبة المغرب».
بناء على هذا المقتطف من خطاب عباس الفاسي في المؤتمر التأسيسي للاتحاد العام لطلبة المغرب. يتبين لنا أن تأسيس الاتحاد العام لطلبة المغرب سنة 1962 لم يأتِ من فراغ، بل جاء لتصحيح الانحرافات الفكرية التي طالت العمل النقابي داخل الجامعة المغربية بعد الانشقاق الذي تعرض له حزب الاستقلال سنة 1959 من طرف الاتحاد الوطني للقوات الشعبية صحبة الاتحاد الوطني لطلبة المغرب التي أُسست من أجل العمل النقابي داخل الجامعة، لكن بعد خيانتها وانحيازها للتيار المنشق تكون قد أعلنت على ابتعادها وتركها للعمل النقابي الذي من أجلها تم تأسيسها سنة 1956، بل أصبح همها السياسية والمصالح الضيقة، لهذا جاء الاتحاد العام لطلبة المغرب لتصحيح مسار ومضمون الحركة الطلابية بإعادة قيمة العمل النقابي للطلبة.
السؤال: هو كيف ولماذا أتت منظمتنا الاتحاد العام لطلبة المغرب سنة 1962 كمنظمة بديلة؟ وما هي المنظمة التي كانت قبلها؟ وماذا وقع لهذه المنظمة كي تسقط في الحظر وتصبح منظمة غير قانونية؟ الكثير من الأسئلة تشغل الكثير من الطلبة، لنعود إلى تاريخ الحركة الطلابية. منذ سنة 1912 تولدت فكرة التنظيم الطلابي لدى طلبة المغرب، وسعى هؤلاء الطلبة إلى تأسيس مجموعة من الاشكال التنظيمية من بينها جمعية طلاب شمال أفريقيا بفرنسا 1912، وفي المغرب تأسست الجمعية العامة لطلاب الرباط، ثم جمعية الطلاب المغاربة سنة 1948، واتحاد طلاب المغرب سنة 1950. ولم يكتفي طلاب المغرب بكل هذه الاشكال التنظيمية فكانت الحاجة للبحث عن اطار أكثر انسجاما يحتضن جميع طلاب المغرب، فادت الاحية طلبة المغرب بعد الاستقلال إلى هذا «التنظيم الوطني الجامع» وفي غشت من سنة 1956 تم الإعلان عن تأسيس الاتحاد الوطني لطلبة المغرب الذي انعقد أول مؤتمره التأسيسي في دجنبر 1956 منظمة موازية لحزب الاستقلال وكان ولي العهد الأمير الحسن رئيسا شرفيا له.
ناضل الاتحاد الوطني لطلبة المغرب بأمانة وصدق فيما يخص العمل النقابي وساير نضاله بالشكل الذي تم تأسيسه عليه وهو الدفاع عن مصالح المادية والمعنوية للطلبة داخل الجامعة خلال ثلاثة سنوات منذ تأسيسه.السؤال ماذا وقع لهذه المنظمة الطلابية؟ سبق أن رفض اناس المتابعة في هذا المسار النضالي مفضلين مسايرة اهوائهم ونزاعاتهم الشخصية وانشقوا على حزب الاستقلال واسسوا تيار جديد سموه بالاتحاد الوطني للقوات الشعبية سنة 1959 وهو حزب له ميول يسارية. لم يلتزم الاتحاد الوطني لطلبة المغرب بالحزب الذي يوازيه (حزب الاستقلال) ولم يلتزم بالحياد حتى بل ساند التيار الجديد بدون شروط وأعلن انحيازه الكلي للاتحاد الوطني للقوات الشعبية وأصبح الاهتمام فقط بالسياسة داخل الجامعة بدل التركيز على مصالح الطلابية وكانت أول طعنة في الوحدة الط بية. بل بقي البعض منهم وهم الطلبة الاستقلاليين يدعون في جميع المنابر الطلابية لتوحيد صفوف من جديد لكن لم يجد لندائهم أي رد.
أمام تفاقم هذه الأوضاع وامام خيانة الاتحاد الوطني لطلبة المغرب للوحدة الطلابية الذي أصبح كل اهتماماته هو أن يعلِّم الطلبة بان الاتحاد خُلق من أجل اغراض سياسية، بل كحزب سياسي داخل الامعة. كل هذه الأوضاع جعلت من حزب الاستقلال في التفكير بتأسيس تنظيم طلابي بديل وهو الاتحاد العام لطلبة المغرب لإعادة القيمة للعمل النقابي داخل الجامعة. هكذا أتى الاتحاد العام لطلبة المغرب سنة 1962 المنقذ لمفهوم ومضمون الحركة الطلابية تحت شعار وحدة – تقدم – ديمقراطية.
يجب على كل طلبة المغرب أن يعلموا أن الاتحاد العام لطلبة المغرب دافع عن الديمقراطية والتعدد والاختلاف والحوار وناضل مناضلوه من أجل أن يخلصوا الجامعة من هيمنة الفكر الوحيد، وهو ما جعل الاتحاد على مر السنين مدرسة وقلعة للصمود والروح المواطنة.
كما عليهم معرفة الدور الإصلاحي والتأطيري والسياسة التواصلية التي ينهجها الاتحاد في تعاطيه مع قضايا الطلبة، حيث أضحى الاتحاد العام لطلبة المغرب الملاذ المفضل لديهم في كليات وجامعات المغرب لتحقيق مطالبهم ومصالحهم وتتبع مسيرة تحصيلهم، وليكن في علم جميع الطلبة أنّ هذا الدور لم يكن للاتحاد أن يلعبه لولا القيادة الرشيدة التي طبعت مسيرته منذ تأسيسه، حيث كان الصوت الوحيد داخل الحرم الجامعي الذي ينادي بتحرير الجامعة من الفكر الأحادي الشعبوي الذي لا يخدم مصالح الطالب في شيء اللهم خندقته في صراعات إيديولوجية غريبة عن ثقافتنا المغربية تضيع وقته وتسحق مستقبله وترمي به في غياهب الضياع الفكري والتحصيلي.
كما يجب اخد في الحسبان بالدور الطلائعي الذي بات يلعبه الاتحاد العام لطلبة المغرب في خدمة مصالح الطالب في الوقت الذي يعرف فيه واقع الحركة الطلابية تراجعا على جميع المستويات.

## المهام
إن الاتحاد العام لطلبة المغرب كمنظمة طلائعية ولدت لتجسيد القيم الحقيقية للنضال والديمقراطية، ووعيا منه بالمسؤولية الكبرى الملقاة على عاتقه في الدفاع عن المصالح المادية والمعنوية للطلبة، وبالدور الهام الذي ينبغي ان تضطلع به التنظيمات الطلابية الشرعية اقليميا ووطنيا، يعلن للرأي العام الوطني والطلابي ما يلي:
- يحيي ثورات الشباب وصمود الشعوب العربية والإسلامية في مواجهة قوى الظلم والطغيان، ويؤيد حقها في التعبير والتظاهر السلمي وفي العيش الكريم؛
- يدعو جامعة الدول العربية إلى الاضطلاع بدورها في اشعاع وتوثيق التجارب الناجحة في مجال تعزيز الحريات العامة وبناء أسس دولة الحق والقانون بالمنطقة العربية؛
- يحيي الشكل الاحتجاجي السلمي والحضاري للشباب المغربي في التعبير عن مطالبه الاجتماعية والاقتصادية وتشبته بالثوابت الوطنية ومبادئ وقيم الديمقراطية، ويحذر من خطر الانسياق وراء دعوات ملغومة تزكي التطرف وتهدد استقرار البلاد؛
- يؤكد على أن تحقيق الانتقال الديمقراطي يمر وجوبا عبر الاستجابة الفورية لمطلب دمقرطة تدبير الشأن التعليمي والجامعي بما يتطلبه من توسيع لقاعدة المشاركة امام التنظيمات النقابية الطلابية الشرعية؛
- يدعو إلى تعزيز الإصلاحات السياسية والاقتصادية ببلادنا وتوسيع فضاء الحريات العامة والإسراع باقرار إصلاح دستوري جذري، يستجيب لراهانات المرحلة السياسية، ويستشرف افقا رحبا للوطن؛
- يعتبر ان حصيلة المخطط الاستعجالي هي إدانة واقعية لسياسة التعليم المتبعة في بلادنا، ونتيجة منطقية للمقاربة الأحادية /الاقصائية المعتمدة، من ذلك التغيب التام والإقصاء الممنهج للممثلين الشرعيين للطلبة عن مختلف مراحل إعداد وتنفيذ برامج السياسات العمومية في مجال التعليم العالي، ويؤكد ان الاستماع للطالب وإشراكه في تدبير شؤون مؤسسته هو السبيل الوحيد للوصول إلى تعليم عالي يساهم في تحقيق التنمية والديمقراطية؛
- يدعو إلى ترسيخ فكرة الجامعة المفتوحة بإتاحة الفرصة لجميع الراغبين في متابعة الدراسة عبر إلغاء العرف اللادستوري بتقادم الباكلوريا، وإتاحة الفرصة لكل حامل للإجازة للتسجيل بالسلك الثالث لأن نظام الانتقاء في غياب المروءة أتاح الفرصة أمام المتلاعبين بإرادة الطلبة لتزييف الحقائق وتكريس الزبونية والمحسوبية؛
- يجدد رفضه لسياسة تدبير مراكز دراسات الدكتوراه، والتي تمس بالحق الدستوري في التعليم بالنسبة للطلبة /والطلبة الموظفين، ويدعو الوزارة الوصية إلى رفع سائر العراقيل غير القانونية واللاشرعية التي تحول دون ممارسة هذا الحق، وذلك تحت طائلة المتابعة القضائية؛
- يجدد مطلبه للمحاكم المالية ولمختلف هيئات الرقابة الوطنية على المال العام الرسمية وغير الرسمية إلى الإسراع بالافتحاص والتدقيق الفوري لكل المعاملات المالية والإدارية للجامعات المغربية، التي تشهد تسيبا في تدبيرها المالي والإداري؛
- يشجب عودة أشكال العنف في بعض المواقع الجامعة المغربية، ويطالب جميع الأطراف بفتح نقاش عمومي حقيقي داخل الجامعة باعتبارها فضاء للمعرفة والحوار، لا فضاء لمزاولة العنف؛ 11. يطالب بالتسريع باقرار التغطية الصحية لفائدة الطلبة؛
- يدعو كل القوى السياسية الحية ببلادنا إلى الاهتمام والانفتاح على الجامعة المغربية والمساهمة في حل الإشكالات المرتبطة بالشأن الجامعي كل من موقعه.

## الأنشطة

### النشاط الثقافي
يحتل النشاط الثقافي جزءا كبيراً من نشاط الطلبة خاصة وانهم في الفترة التي يعتمد عليهم في التحصيل الثقافي ويعتمد عليهم في نشر الثقافة التي حصلوا عليها في الوقت نفسه. فإقامة الندوات والمحاضرات وإصدار الصحف والنشرات لمناقشة كافة المسائل التي تهم الطلبة وتهم الشعب تقوم بها لجان متخصصة في الاتحاد العام لطلبة المغرب. وقد نجح الاتحاد في هذا المجال نجاحا كبيراً ففي كل فروع الاتحاد لمسنا هذا النشاط الثقافي بمختلف صوره فقد عقد ندوات في الأعوام الأخيرة في فروع الاتحاد على جانب كبير من الأهمية حاضر فيها الكثيرون من المتخصصين في شؤون الاقتصاد والعلوم والأدب والدين والسياسة كما أن فروع الاتحاد كلها علاوة على الجنة التنفيذية اصدرت نشرات دورية وصحف حائط نوقشت فيها العديد من القضايا الهامة.
ولقد رأينا الدورة الثالثة لربيع الثقافة الجامعية التي نظمها الاتحاد في الفترة ما بين 17و21 ماي 2010 تحت شعار: الجامعة وجدلية الإصلاحات السياسية والدستورية بالمغرب. التي استضفها الحي الجامعي السويسي الثاني بالرباط العاصمة. حيث تضمنت تلك التظاهرة أنشطة ثقافية ومتنوعة ما أثار اعجابنا ودهشتنا من قدرات الاتحاد العام لطلبة المغرب الذي استطاع أن يفتح نادي خدمات الطالب الذي يقدم خدمات متنوعة للطلبة في اطار تحديث آليات العمل النقابي ومسايرة التطور الحاصل في كل الميادين.
3 - النشاط الاجتماعي والتعليمي:
إن التنظيمات الطلابية هي المعبر عن مطالب وحقوق الطالب كما أنها في الوقت نفسه هي المطالبة بتوجيه النشاط الطلابي نحو خدمة المجتمع. فكما للطالب من حقوق فإن عليه واجبات تجاه مجتمعه.
ولقد شاهدنا تجربة الاتحاد العام لطلبة المغرب وكيف استطاع أن يوجه نشاط أعضائه لخدمة البلاد فرأيناه يساهم مساهمة فعالة في نشر التوعية لمكافحة الأمية، وفي الوقت نفسه ينظم لقاءات مع الجمعيات والمنظمات الأخرى ويتبادل الخبرات ويقيم العلاقات الثقافية والاجتماعية معها
كما أنه يقيم الندوات الخاصة لمناقشة المشاكل الاجتماعية ومحاولة التوصل إلى علاج لها
فالبنسبة للنشاط التعليمي فقد رأينا الاتحاد كيف عبر عن مشاكل التعليم وخير دليل على ذاك فقد رأينا الاستضافة التي حضرها كل من الأخ ادريس شنتوف يوم 13 أبريل 2011 ومنير البكاري يوم السبت 16 فبراير 2013 باعتبارهم أعضاء اللجنة التنفيذية للاتحاد العام لطلبة المغرب في برنامج شباب في الواجهة الذي تبثه قناة الأولى، حيث شاهدنا كيف تطرق الأخ ادريس شنتوف حول الوضع التعليمي بالمغرب وأفق التوجيه مشيراً إلى التكوين الجيد والتوجية السليم قصد توفير المناخ والشروط الملائمة للتلاميذ والشباب عامة لتقريب خدمات التوجيه والاعلام التربوي وتمكينهم بالتالي من توضيح الرؤى واتخاد القرار الصائب ومصاحبتهم في اختيار مشاريعهم عبر مركز التوجيه لأجل الدارسات والمهن الذي يعتبر درع المؤسسة في المجال. هذا بالإضافة إلى موضوع واقع التعليم الجامعي بالمغرب الذي تطرق إليه الأخ منير البكاري موضحا بأن مخرجات النظام التعليمي: أي أن المتعلمين لا يستطيعون الاندماج داخل المجتمع بسبب عدم اندماجهم في سوق الشغل لأن المناهج والبرامج (مدخلات النظام التعليمي) لا تتلاءم أو لا تستجيب لحاجيات سوق الشغل. كما اشار إلى حقيقة مؤسفة وهي أن بلادنا تعيش أزمة «بحث» حيث لا يوجد بالمغرب مفهوم صحيح للبحث العلمي. كما أكد بأن الجامعة المغربية اليوم مطالبة بإحداث صندوق وطني للبحث العلمي، تموله الدولة والجهة والمؤسسات والمعاهد وتنسيق الإنتاج بالبحث العلمي لأن هذا الأخير يوفر لهم الاطر ويضمن مردودية أفضل، حيث أن المصائر أصبحت تقدر بمدى نجاح البلاد علميا وليس اقتصاديا، لأن الاقتصاد أصبح يحتكم في العلم.
كما اشار إلى أن التسجيل في الماستر والدكتوراه لا يخلو من المحسوبية والزبونية والرشوة مما يجب محاسبة الجهات المعنية في ذلك.
كما يؤكد الأخ عبد الكريم البكاري رئيس الاتحاد العام لطلبة المغرب أن الإصلاح التعليمي الأخير أحد الأسباب التي جعلت الجامعة تتراجع في أداء أدوارها، وأكد أن البرنامج الاستعجالي الذي تم نهجه أخيراً بهدف جعل الجامعة المغربية منفتحة على محيطها لم يزدإلا في تدهور حالها، فالحديث بنظره عن جامعة فعالة هو في حد ذاته حديث عن قضايا التعليم بصفة عامة وعن المشاكل المرتبط بهذا المجال الذي مازال يستنفد كل القوى في أفق إيجاد حلول لمعضلاته، وهو مشكل يتأثر نسبيا بجميع التحولات ذات أبعاد مرتبطة بالسياسة المتبعة في هذا المجال.
وقال ررئيس المنظمة إن «الإصلاح الجامعي الذي يتم نهج مضامينه حاليا جاء ليكرس مبدأ الديمقراطية والانفتاح على كافة المكونات، لكن هذه المبادئ لا وجود لها على أرض الواقع
وأوضح أن البرنامج الاستعجالي الجديد أفرز محدوديته نظراً للتباين الحاصل على مستوى مراحل التنفيذ والإجراءات ووسائل التنفيذ، وأكد أنه رغم منح الجامعة، من خلال الإصلاح، الاستقلالية القانونية والمالية إلا أنها في الواقع لا تتمتع بهذه الاستقلالية
واعتبر عبد الكريم البكاري أن من بين المبادئ الاستقلالية والديمقراطية التي يهدف إليها الإصلاح داخل الجامعة إشراك الطلبة والأساتذة في تدبير الشأن الجامعي ومساهمتهم في انفتاح مؤسستهم على العالم الخارجي ومواكبتها لكافة التطورات المجتمعية، غير أن هذه المبادئ لم يكتب لها أن تتحقق هي الأخرى نظراً لمجموعة من الإجراءات المرتبطة ببعضها البعض
ويؤكد الرئيس بالدور الطلائعي الذي بات يلعبه الاتحاد العام لطلبة المغرب في خدمة مصالح الطالب في الوقت الذي يعرف فيه واقع الحركة الطلابية تراجعا على جميع المستويات
4 - النشاط الخارجي والنشاط السياسي:
لاشك ان علاقة المنظمات الطلابية في مختلف أنحاء العالم وتبادل الخبرات والمعلومات فيما بينها والعمل من أجل إيجاد صيغة للتضامن بين طلبة العالم من أهم مميزات الحركة الطلابية
فالاتحاد العام لطلبة المغرب كونه المنظمة القانونية التي تمثل طلبة المغرب داخل وخارج البلاد فقد نجح نجاحاً كبيراً في علاقاته مع المنظمات الأخرى سواء العربية أو الاجنبية. ويحتل مكانة مرموقة في المجال الدولي كما أن الأسس السياسية التي وضعها لعلاقاته الخارجية والتي تضع احترام قضايا الامة العربية فوق أي اعتبار حققت للقضايا العربية في صفوف الحركة الطلابية العالمية مزيدا من القوة والنجاح
وفد شاهدنا يوم السبت 14 يوليوز 2012 أشغال ندوة صحفية حول «القمة الطلابية المغاربية الأولى» التي شارك فيها الاتحاد العام لطلبة المغرب مع جمعية أصدقاء الطالب حيث تم التعريف بمشروع القمة الطلابية واهدافها وبرنامجها والنتائج المتوخاة من عقدها، حيث عبر ممثل الاتحاد العام لطلبة المغرب أن الهدف من القمة الطلابية المغاربية التي تأتي في إطار الديبلوماسية الموازية هو تحقيق التواصل والتلاقح والاندماج بين طلاب دول المغرب الكبير، وكذا زرع روح الانتماء للوطن وتعزيز الهوية المغاربية. كما تهدف القمة الطلابية إلى تأسيس إطار طلابي مغاربي، والعمل على جعل القمة تقليدا سنويا
كما أن الاتحاد ينبه إلى خطورة فتح الباب للعابثين والانتهازيين للإساءة إلى قيمنا الحضارية والمس بقضايانا الوطنية والسيادية العادلة، حيث تدارس الاتحاد التحولات السياسية الكبرى التي تشهدها بعض الأنظمة بالمنطقة العربية والإسلامية اليوم، والتي يعتبرها نتيجة حتمية تعكس افلاس الأنظمة الشمولية ذات النزعة الاستبدادية من جهة، وتؤكد تنامي الوعي لدى الشباب العربي والمسلم باستحالة العيش خارج فضاء الديمقراطية وحقوق الإنسان من جهة ثانية، ويرى ان من واجبه التنبيه إلى خطورة ودقة المرحلة السياسية الراهنة التي تمر منها بلادنا، والتي قد تفتح الباب على مصراعيه للعابثين والانتهازيين للإساءة إلى قيمنا الحضارية والمس بقضيانا الوطنية والسيادية العادلة، خاصة في ظل ما يعرفه الحقل السياسي المغربي اليوم من انتشار لمظاهر المسخ السياسي بشتى صوره، تعيد بنا الأذهان إلى مراحل الزمن السياسي الغابر، زمن صنع الخرائط السياسية وخلق الأحزاب الإدارية المخزنية وتهجين المؤسسات التعليمية، مما يسيئ في العمق إلى الرصيد المهم من المكتسبات التي حققها المغرب خلال العشرية الأخيرة، ويهدد النسق السياسي بمختلف المؤسسات والقوانين والأعراف السياسية المنظمة له.
ويعتبر الاتحاد ان تجليات هذه المظاهر طالت حتى منظومتنا الجامعية التي تشهد تصاعدا في أشكال الحجر والاحتواء المفروضة على الطلبة ومحاولات ضرب الدور التمثيلي للتنظيمات الطلابية، من ذلك الضبط المخزني غير المعلن للجامعة للحؤول دون مشاركة الطلبة في مختلف الانشطة والاشكال النضالية، والتحكم في تمثيليتهم الصورية بمجالس الكليات والجامعات، إضافة إلى التصاعد الخطير لحالات التضييق على حرية العمل النقابي للمنظمات الطلابية أتناء أداءها لرسالتها المشروعة في الدفاع عن المصالح المادية والمعنوية للطلبة، من طرف مسؤولي بعض الجامعات والكليات، مما ينعكس سلبا على مصداقية مؤسساتنا الجامعية ويفقد الثقة فيها ويؤكد بما لا يدع مجالا للشك بان الامل في تحقيق تغيير حقيقي وملموس ما يزال بعيد المنال
ويعتبر الاتحاد بان حصيلة السياسات التعليمية الحالية هي نتيجة منطقية لتجارب التهجين التي طالت الجامعة المغربية قصد افراغها من محتواها بوصفها اداة للارتقاء الاجتماعي وتحقيق التنمية، وشهادة إدانة واقعية في حق تجارب اصلاح راكمت الفشل. تجارب ما فتأت تعيد نفسها في مشهد دراماتيكي ممل، لا يمكن تجاوزه الا بإخراج كل عمليات الإصلاح من نطاق الصالونات والنقاشات الضيقة بين نخب وأطر تقليدية، ليتحول إلى هم جماعي وحوار عمومي مفتوح بين كل الفاعلين. كما شارك الاتحاد في الندوة الصحفية للوفد الشبابي المغربي المتوجة إلى اللقاء 17 لمنظمة الشباب الديمقراطي العالمي بجنوب أفريقيا. حيث أكد عبد الغني لحلو أن الوفد الشبابي سيشتغل في إطار واحد هو الدفاع عن قضية الوحدة الترابية والتعريف بها، كما أشار إلى الأطر الاقتصادية والخبراء الذين يرافقون الوفد والذين سيقدمون عدة مداخلات في هذا الإطار تبرز الإنجازات المحققة على أرض الواقع.
هذا بالإضافة إلى مشاركة الاتحاد في في الدورة ال`17 للمهرجان العالمي للشباب والطلبة ببريتوريا، حيث أنه استطاع أن يخلق الحدث ويحول قضية الصحراء المغربية إلى النقطة المركزية لهذه التظاهرة الشبابية.